# 4259 McCoy
4259 McCoy eller 1988 SB3 är en asteroid i huvudbältet som upptäcktes den 16 september 1988 av den amerikanska astronomen Schelte J. Bus vid Cerro Tololo. Den är uppkallad efter Timothy J. McCoy.
Asteroiden har en diameter på ungefär 9 kilometer och den tillhör asteroidgruppen Koronis.